# باميلا فيشر
باميلا فيشر هي سباحة متزامنة سويسرية، ولدت في 7 أبريل 1988 في لوزان في سويسرا.

## وصلات خارجية
- الموقع الرسمي
- باميلا فيشر على موقع الاتحاد الدولي للسباحة (الإنجليزية)
- باميلا فيشر على موقع اللجنة الأولمبية الدولية (الإنجليزية)
- باميلا فيشر على موقع أوليمبيديا (الإنجليزية)